# Aconitum apetalum
Aconitum apetalum är en ranunkelväxtart som först beskrevs av Ernst Huth, och fick sitt nu gällande namn av Boris Fedtjenko. Aconitum apetalum ingår i släktet stormhattar, och familjen ranunkelväxter. Inga underarter finns listade i Catalogue of Life.